# L'Éternuement de Fred Ott
Pour plus de détails, voir Fiche technique et Distribution.
L'Éternuement de Fred Ott (Edison Kinetoscopic Record of a Sneeze ou Fred Ott's Sneeze) est un film américain réalisé en 1894 par William Kennedy Laurie Dickson, avec Fred Ott. 
Produit par l'Edison Manufacturing Company (encore nommée en 1890 : Studios d'Edison), sous la direction de William K.L. Dickson, le premier réalisateur de l'histoire et un des plus grands pionniers du cinéma, ce film fut tourné à l'intérieur de la Black Maria, à Orange dans le New Jersey, qui fut le premier studio de cinéma à être construit.
Edison Kinetoscopic Record of a Sneeze aurait été tourné entre le 2 et le 7 janvier 1894.

## Argument

Fred Ott prend une pincée de tabac à priser, ce qui le fait éternuer.

## Fiche technique
- Titre d'origine : Edison Kinetoscopic Record of a Sneeze
- Titre original courant : Fred Ott's Sneeze
- Titre francophone : L'Éternuement de Fred Ott
- Réalisation : William K.L. Dickson
- Photographie : William Heise
- Date de sortie : 9 janvier 1894
- Genre : Comédie grotesque
- Format : 35 mm à double jeu de 4 perforations rectangulaires Edison par photogramme, noir et blanc, muet
- Durée : 5 secondes

## Distribution
- Fred Ott

## Importance
Pour ce film, Laurie Dickson utilise un cadrage différent des cadrages qu'il employait depuis les premiers films du cinéma, en 1891, plan en pied ou plan à mi-cuisse (plan américain). En effet, il cadre Fred Ott en plan rapproché, coupé à mi-poitrine. C'est un cadrage que le cinéma primitif évite soigneusement car il « coupe » les personnages et met en valeur le grotesque d'une situation. Il a aussi un parfum indécent, notamment lorsque le film est projeté sur grand écran (les films Edison le seront à partir de 1896). Plus tard, Louis Lumière, Georges Méliès, Alice Guy, s'abstiendront de se rapprocher autant du sujet, préférant le cadrage en pied (plan moyen), un classique de la photographie et le point de vue d'un spectateur de music-hall. Laurie Dickson est donc aussi un précurseur dans ce que l'on appelle aujourd'hui « l'échelle des plans ».
Fred Ott était un employé de la société de Thomas Edison. Sa prestation lui fit dire qu'« il avait été la première star du cinéma américain. »
Ce film aurait été tourné en relation avec une publicité proposée par le magazine Harper's. 
Il est peut-être le premier film américain à avoir obtenu des droits d'auteur. Il fait partie maintenant du domaine public, puisque ces droits d'auteur ont expiré.